# Battle of the Year
Pour le film de 2013, voir Battle of the Year (film).
Le Battle of the Year, ou BOTY, est une compétition internationale de B-boying qui a vu le jour en Allemagne à Brunswick. Depuis 2010, la BOTY se déroule en France, à Montpellier.

## Déroulement
Le BOTY se déroule de la façon suivante : des groupes de breakdance présentent un rapide spectacle (choré) mettant en avant leurs qualités scéniques. Un jury de 5 personnes, constitué strictement de danseurs confirmés, choisit les 6 meilleurs groupes qui s'affronteront en défis. Un prix est également décerné pour la meilleure performance scénique (best show). Les 2 premiers groupes choisis par le jury accèdent directement en demi-finales, les 4 autres doivent s'affronter pour désigner deux vainqueurs qui accèdent à leur tour en demi-finales : Le 3e affronte le 6e; Le 4e affronte le 5e.

## Historique
Le premier BOTY a eu lieu en 1991 organisé par le danseur allemand Thomas Hergenröther. Il s'inspire d'une compétition similaire qui avait eu lieu en 1990 à Bruxelles et qui avait opposé les meilleurs danseurs européens du moment (le Français Gabin Nuissier, membre fondateur d'Aktuel Force et pionnier hexagonal en matière de b-boying, mais aussi par le Belge Najim Power ou bien l'Allemand Storm (de)).
Deux équipes s'affrontent pour la 1re place et les deux autres pour la 3e place.
Jusqu'à 2005, les Battles se faisaient entre le 1er et le 2e en Show, mais à partir de 2006, il faut premièrement faire les Battles semifinals entre 1er et 4e et entre 2e et 3e. Les vainqueurs de chacun de ces Battles vont faire le Battle final qui décidera le vainqueur de BOTY. Le 1er en Performance reçoit un prix de Best Show.

## Liste des vainqueurs du BOTY
| Année                   | Lieu        | Battles | Meilleur show       | Vainqueur 1vs1               | Vainqueurs     |
| ----------------------- | ----------- | --- | ------------------- | ---------------------------- | -------------- |
| 2019                    |             | |                     |                              | Last Squad     |
| 2018                    |             | Finale : Jinjo crew vs Found Nation Demi-finale 1 : Vagabonds crew vs Found Nation Demi-finale 2 : Jinjo Crew vs Top Coalition                                                            |                     |                              | Jinjo crew     |
| 2016                    |             | Finale : Melting Force vs The Flooriorz Demi-finale 1 : Melting Force vs Kienjuice Demi-finale 2 :The Flooriorz vs Body-Carnival                                                          | Melting Force       | Momentum Crew                | The Flooriorz  |
| 2015                    |             | Finale : Kienjuice vs The Flooriorz Battle 1 : U-Taipei vs MOS Crew Battle 2 : MB Crew vs Kienjuice Battle 3 : The Flooriorz vs U-Taipei Battle 4 : Kienjuice vs Doble KO                 | Doble KO            | Hustle Kids/Def Dogs/RBBC1AS | The Flooriorz  |
| 2014                    |             | Finale : Fusion MC vs The Predatorz Battle 1 : The Ruggeds vs S.I.N.E Battle 2 : Infamous Crew vs Body-Carnival Battle 3 : S.I.N.E vs The Predatorz Battle 4 : Body-Carnival vs Fusion MC | Fusion MC           | Original Breakers Circle     | The Predatorz  |
| 2013                    |             | Finale : The Ruggeds vs Fusion MC Battle 1 : Fusion MC vs Vinotinto Battle 2 : The Ruggeds vs KGB TC Unity Battle 3 : B Town Allstars vs Fusion MC Battle 4 : Floorriorz vs The Ruggeds   | Floorriorz          | Hustle Kids/Def Dogs/RBBC1AS | Fusion MC      |
| 2012                    | Montpellier | Finale : Flooriorz vs Vagabonds | Vagabonds Crew      | The Ruggeds                  | Vagabonds Crew |
| 2011                    | Montpellier | Finale : Battle born vs Vagabonds | Vagabonds Crew      | The Ruggeds                  | Vagabonds Crew |
| 2010                    |             | Finale : Battle born vs Vagabonds Jinjo Mortal Combat Gamblerz La Smala | Mortal Combat       |                              | Jinjo crew     |
| 2009                    |             | Finale : Battle born vs Vagabonds Gamblerz crew Top 9 All Area Phase T |                     |                              | Gamblerz crew  |
| 2008                    |             | Finale : Top 9 vs T.I.P. Semi-finales : Top 9 vs. Smokemon T.I.P. vs. Formosa | Top 9               |                              |                |
| 2007                    |             | Finale : Extreme Crew vs Turn Phrase Crew Semi-finales : Extreme Crew vs. Legiteam Obstruxion Turn Phrase Crew vs. Funk Fellaz                                                            | Turn Phrase Crew    |                              |                |
| 2006                    |             | Finale : Vagabonds vs Last For One (gagnants: Vagabonds) Demi-finale 1 : 1er Vagabonds vs 4e Drifterz Demi-finale 2 : 2e Last For One vs 3e B-Town Allstars                               | Vagabonds           |                              | Vagabonds      |
| 2005                    |             | Last For One Ichigeki Gamblerz Phase T | Ichigeki            |                              |                |
| 2004                    |             | 1. Gamblerz 2. Fantastik Armada 3. Stuttguard 4. Break The Funk | Break The Funk      |                              |                |
| 2003                    |             | 1. Pockemon Crew 2. Expression 3. Gamblerz 4. Fire Works | Fire Works          |                              |                |
| 2002                    |             | 1. Expression 2. Vagabond Crew 3. Deep Trip 4. Top 9 | Vagabond Crew       |                              |                |
| 2001                    |             | 1. Wanted Posse 2. Team Ohh 3. HaviKoro 4. Visual Shock | Visual Shock        |                              |                |
| 2000                    |             | 1. Flying Steps 2. Waseda Breakers 3. Scrambling Feet 4. South African Allstars | Waseda Breakers     |                              |                |
| 1999                    |             | 1. Suicidal Lifestyle 2. Rock Force 3. Bag Of Trix 4. The Family | Spartanic Rockers , | Vietnam (Rock Force, )       |                |
| 1998                    |             | 1. Rock Force 2. The Family 3. Phase 2 4. Suicidal Lifestyle | Spartanic           | K-Mel (Phase 2, )            |                |
| 1997                    |             | 1. Style Elements 2. South Side Rockers 3. Black Noise 4. Suicidal Lifestyle | South Side Rockers  | Crumbs (Style Elements, )    |                |
| 1996                    |             | 1. Toys In Effect 2. Enemy Squad 3. Wedding B-Boys & Flying Steps 4. Passo Sul Tempo |                     |                              |                |
| 1995                    |             | 1. The Family , 2. Enemy Squad 3. Out Of Control 4. Flying Steps |                     |                              |                |
| 1994                    |             | 1. Vlinke Vuesse 2. Enemy Squad 3. Always Rockin Tuff 4. Crazy Force Crew |                     |                              |                |
| 1993                    |             | 1. Always Rockin Tuff 2. Fresh Force 3. Enemy Squad 4. TDB |                     |                              |                |
| 1992                    |             | 1. Battle Squad 2. Second 2 None 3. Enemy Squad 4. TDB |                     |                              |                |
| 1991 (aka "The Battle") | Brunswick   | 1. Battle Squad 2. TDB 3. Enemy Squad 4. Fresh Force |                     |                              |                |

## Filmographie
Le film de danse en 3D Battle of the Year, réalisé par Benson Lee, sort en 2013.